# Inca Roads
Az Inca Roads Frank Zappa 1975-ös, One Size Fits All című albumának nyitószerzeménye. A lemez leghosszabb száma (8:45); és Zappa egyik legelismertebb, ikonikus kompozíciója. A gyors, összetett zenei részeket különös szöveggel, izgalmas szólókkal és lendületes tempóval kombinálja.

## A darab értékelése
- A darabot Vedres Csaba zeneszerző/zongorisa a "XX. századi remekművek" című előadássorozatában elemezte részletekbe menően:[1]

Műfaját tekintve egy kortárszenei kamaramű, amelynek eljátszása bármely világszínvonalú kamarazenekarnak becsületére válna, mert hihetetlenül nehéz szólamok vannak benne. Egy kamarazene, melynek szólistái a kitűnő George Duke, aki billentyűs hangszereken játszik, és ezt az egészen nehéz énekszólamot is ő énekli, aztán Ruth Underwood, aki ütőshangszereken játszik, többek között a marimbát kezeli, és szintén szólista maga Zappa, aki beszél ebben a számban, vokálozik, és azt a gyönyörű gitárszólót is ő játssza. Mind a hárman, és természetesen a kísérőzenészek is, lenyűgöző hangszeres tudásról tesznek tanúbizonyságot.
- Steve Vai a szám szólójáról egy interjúban:[2]

Azt a szólót tényleg nagyon, nagyon szerettem. A One Size Fits All nagyon fontos lemez volt számomra, ezt a dalt pedig különösen szerettem. A borítón az állt, hogy a szám nagy részét egy Los Angeles-i tévéstúdióban vették föl, a szóló pedig egy Helsinki koncertről, Finnországból származik. Hallottam, hol volt a vágás, és azt gondoltam: "Ez hihetetlen!" Ahogy ezt a két elemet kombinálta, az egyik legklasszabb dolog volt amit életemben hallottam.

## A szám szerkezete
(az alábbi ismertetés a One Size Fits All című lemezen hallható változatról szól)
A darab alapvetően három részből áll, ezeken belül találjuk meg a következő alegységeket:

### Első rész: a dal
A darab egy nagyon jellegzetes ritmusképlettel indul, ez határozza meg az első rész alaplüktetését és tempóját, efelett mint kíséret felett hangzik el énekszólam. A dal lendülete többször megtorpan, szöveg-inzertek szakítják meg, hogy az alapritmus lüktetése és az énekdallam aztán mégis továbbvigye a számot. A teljes (viszonylag rövid) dalszöveg elhangzik, ami után megszólal a jellegzetes főmotívum (1:44), ennek ritmusképlete a nyitó képleten alapszik, a gyors dallamot marimba és a billentyű adja (és fuvola).

### Második rész: a szóló
A darab jellegzetes eleme a jellemzően hosszú, egy lassú kíséret felett játszott gitárszóló, amiből egy „kórusrész” (4:37) vezet vissza az eredeti dalszerkezethez, azaz a harmadik részhez

### Harmadik rész: variációk
A harmadik rész az első részben megismert motívumokat – főleg az énekdallamot – variálja és dekonstruálja. A főmotívum (5:10) után (idézet Vedres Csaba elemzéséből):
(…) következik az ének-téma, diminuálva (5:28). A diminúció azt jelenti, hogy a zenemű ritmusarányai megmaradnak, de minden ritmusegység eggyel vagy kettővel kisebb lesz. Tehát ahol a darab elején negyedet hallottunk, ahelyett nyolcadot játszanak, ahol nyolcadot hallottunk, ahelyett tizenhatodot, és így tovább, ami azt jelenti, hogy időben akár a felére vagy a negyedére összezsugorodik az adott zenei rész.
Zappa a középsőben, tehát a második sebességben nem játssza még ki az összes kártyáját. Az éneknek az első változata következik, először éneken, csak egy kis részlet, de ebben a diminuált, azaz gyorsított formában, és ezt követi, szintén ennek az éneknek a hangszeres változata, szintén diminuálva (5:42). Fokozza viszont már a szintetizátor-témát is, ugyanezzel a diminuáló elvvel, ezt is bekapcsolja kettes sebességbe. És hogy a kettes sebességbe teljesen átálljunk, a négy negyedet, ami nyolc nyolcad, lerövidíti hét nyolcadra (6:06), és ezáltal a négy negyedes lüktetésből lesz egy olyasfajta lüktetés, amit alapvetően a duplájának érzünk, nem beszélve arról, hogy a négy negyed sokkal kiegyensúlyozottabb ritmusvilág, mint a hét nyolcad. A hét nyolcados alapra következik a billentyűsszóló (6:33). Ragyogó billentyűszóló, káprázatos, nagyon jó elemekkel, egyáltalán nem öncélú.
Ezután Zappa az Inca Roads-on, az inka utakon hármas sebességbe kapcsol, és a billentyűsszólónak úgy vet véget, hogy a már eleve eszeveszetten gyors, hétnyolcados marimba- és szintetizátor-témát még diminuálja, és valami hihetetlen sebességgel játszatja el – egy irgalmatlanul nehéz témát játszik el, hihetetlen sebességgel (7:52). Ezt követi a két ének, tehát az "ének A" és "ének B" variációjának a diminuált, tehát felgyorsított, ritmikai egységekben kisebb formája (8:06), ráadásul oktáv-párhuzamban. Közben, hogy még jobban sűrítsen, már nem várja ki a szintetizátor motívumát, hanem azt is belesűríti egy ilyen átkötésbe, és végül egy break-es, poénos kódával zárja le a darabot.

## A szövegről

### A szöveg – a kérdés
A dalt eleinte instrumentálisan játszották, szövege '73 nyara körül bukkant fel először. Elvileg az ufókról, az Inka utakról, és a köztük levő lehetséges kapcsolatról szólNA (ld. még: Däniken), de Zappa sok más dalszövegéhez hasonlóan nem állít vagy elmesél valamit – hanem kérdez: "Honnan érkezett / az az égi jármű? / Miért szállt az Andokba? / Kerek volt? / és motorja volt-e? / vagy teljesen más volt?"
A kérdés mint mondatfajta dalszövegek esetében meglehetősen szokatlan, az különösen, hogy itt maga a teljes dalszöveg válik egyetlen kérdéssé, amire a dal végéig sem próbál meg választ találni. Ez a forma ugyanakkor konzekvens megjelenési formája Zappa jellemzően ironikus, kicsit távolságtartó attitűdjének.

### Szövegromlás
A (viszonylag rövid) szöveg gyakorlatilag a szám első pár percében teljes egészében elhangzik, hogy aztán a záró résznél (Zappa jellemző szövegkezelési eszközeként) torzítva térjen ismét vissza: gyerekversekhez, mondókákhoz hasonlóan cserél ki szavakat és torzítja az eredeti szöveget – a szövegromlás elemei:
- "Guacamole királynő" – a guacamole avokádóból készült középamerikai pikáns étel;
- "booger" – a zenekar körül lebzselő grupik – illetve azok közül is a legcsúnyább – belső, zenekari elnevezése. A zenekar saját belső vicce: mindig figyelték ki ment el aznap este a legcsúnyább grupival...
- "Armadillo in Austin Texas" – koncerthelyszín, Zappáék többször felléptek itt;
- "Chester's Thing" – belső vicc, Chester Thompson dobosnak jutó aznap esti grupira utal...
- "On Ruth!" – a 88-as turnén ez módosult, utalva egy aktuális zenekari tagra: "On Bruce!"

A kisebb-nagyobb módosulások mindig is jellemezték Zappáék előadásait, ezek az aktuális turné közbeni események lenyomataiként bukkantak fel a koncerteken (és kerültek adott esetben lemezre, mint itt is).
(Jellemző még, hogy Zappa több másik szerzeményének a címe fogalmazódik meg kérdésként: "Don't You Ever Wash That Thing?", "Honey, Don't You Want a Man like Me?", stb., de orosz gazdasági kapcsolatokkal foglalkozó, a 90-es években alapított cégének neve is kérdés volt: "Why Not?".)

## Lemezmegjelenések

### Frank Zappa lemezein
- The Lost Episodes (megjelent: 1996)
  - Instrumentális változat; 1973 április 3-án, a Whitney Studios-ban készült felvétel (Glendale)
- Roxy By Proxy (megjelent: 2014)
  - Köztes változat, a felvétel 1973 decemberében készült a Los Angelesi Roxy-ban.
- One Size Fits All (megjelent: 1975)
  - A legismertebb változat, a felvétel 1974 augusztusában készült (KCET koncertfelvétel), a szóló 1974 szeptember 22-éről származik (Helsinki)
- You Can’t Do That on Stage Anymore Vol. 2 (megjelent: 1989)
  - Koncertfelvétel, 1974 szeptember 22-23., Helsinki; a gitárszóló itt kicsivel rövidebb, mint a One Size Fit All változaton (az eredeti szóló hiányzó részei: 3:56-4:27, 4:51-5:26 és 5:46-6:05);
- The Dub Room Special! (CD) (megjelent: 2008)
  - A felvétel 1974 augusztusában készült (KCET koncertfelvétel), vágatlan változat;
- A Token Of His Extreme Soundtrack (megjelent: 2013)
  - Mint fent: a felvétel 1974 augusztusában készült (KCET koncertfelvétel), vágatlan változat;
- FZ:OZ (megjelent: 2002)
  - "Hordern Intro (Incan Art Vamp)" címmel, az eredeti változat szólója utáni "kórusrész", 1976 január 20-án készült koncertfelvétel;
- BTB I: Anyway The Wind Blows (megjelent: 1991)
  - "Inca Roads" címmel, koncertfelvétel, Párizs, 1979 február 24.;
- Joe’s Garage Act I (megjelent: 1979)
  - Gitárszóló, "Toad-O Line" vagy "On The Bus" címmel;
- One Shot Deal (megjelent: 2008)
  - "Occam's Razor" címmel, a fenti szóló eredeti , vágatlan változata;
- The Frank Zappa AAAFNRAAA Birthday Bundle (2008)
  - Gitárszóló, "Gorgeous Inca" címmel, Graz, 1979 március 23.;
- Shut Up ’n Play Yer Guitar  (megjelent: 1981)
  - A szám gitárszólói, "Shut Up ’n Play Yer Guitar", "Shut Up ’n Play Yer Guitar Some More","Return Of The Son Of Shut Up ’n Play Yer Guitar" és "Gee, I Like Your Pants" címmel, 1979. február 17-18-19-én készült felvételek;
- Guitar (megjelent: 1988)
  - Gitárszóló, "Systems of Edges" címmel, Wiesbaden, 1979 március 27.;
- The Best Band You Never Heard in Your Life (megjelent: 1991)
  - "Inca Roads", 1988-as felvétel;
- Trance-Fusion (megjelent: 2006)
  - Gitárszóló, "A Cold Dark Matter" címmel, készült: 1988 március 19-én, Allentown;

### Mások lemezein
- Zappa’s Universe – 1991-es alkalmi koncert (1993)
- Ensemble Ambrosius – The Zappa Album (2000);
- Dweezil Zappa – Go with What You Know (gitárszóló, "All Roads Lead To Inca" címmel, 2006);
- Zappa Plays Zappa – Zappa Plays Zappa (DVD) (2007);
- Zappa Plays Zappa – Return Of The Son Of... (2010);
- The Ed Palermo Big Band – Oh No! Not Jazz!! (2014);

## Története, koncertváltozatai
1970 június-december
- A dal egy motívumának első felbukkanása, Flo és Eddie énekével (a későbbi „szóló utáni motívum”, nagyjából megegyezik a 75-76-os „Incan Art Vamp”-pel).

1973 tavasz-nyár
- Jellemzően a The Lost Episodes-on hallható instrumentális változat. Általában két szóló szerepel a számban (Ponty, Marquez, Fowler, és Underwood közül valamelyik kettő). Az ausztrál turnén a dal szöveget is kap, bár ez még nem a végleges változat.

1973-74
- Az úgynevezett „koktél-bár verzió”, a Roxy By Proxy (2014) kiadványon hallgatható meg. A darab egy vicces koktél-bár hangulattal indít, a lassú bevezetőben George Duke énekel, amiből Ruth Underwood ütős közjátéka vezet át a The Lost Episodes-on megismert változatba, bár a szöveg már az OSFA-verziót előlegezi meg.

1974. májusa
- A legismertebb változat előtti pillanatok, attól egyvalami különbözteti meg: a dal a hivatalos kiadványról ismert dob-ütős kísérettel indul, ami viszont kíséretként tovább megy az énekrész és végig Zappa szólója alatt is (érdekesség, hogy ebben az időszakban Ruth Underwood átmenetileg nem volt a zenekarban) Hivatalos kiadványon nem elérhető.

1974 július-december
- A „klasszikus változat”, ahogy az OSFA és a YCDTOSA vol 2. lemezről ismerjük.

1975-76
- Nem játszották soha a maga teljességében, rendszerint az OSFA változat gitárszóló utáni közjátékával nyitották meg a koncerteket („Incan Art Vamp”), ugyanez volt a zárómotívum is (ld.: FZ:OZ).

1979 tavasz
- Jellemzően az "Anyway the Wind Blows" kalózlemezen hallható változat, ami a '74-es „klasszikus” elődjétől kicsit különbözik: hiányzik a billentyűszóló és a darab zárása, ehelyett ezen a ponton egyből a Florentin Pogen kezdődik el. A számból sok remek (és hosszú) szóló került különböző hivatalos kiadványokra.

1988
- A The Best Band lemezen hallható változat. A 74-eshez nagyon közeli felépítés, a hangszerelés a felállás különbözőségéből adódón kicsit más: az akrobatikus részeket a fúvósszekció vezeti könnyedén elő, billentyűszóló helyett Paul Carmen trombitajátékát halljuk. Ike Willis énekel, a záró taktusban a 74-es „on Ruth!” befejezés helyett „on Bruce!” hangzik el.

## Érdekességek
- Zappa ennél a számnál vette rá (az addig csak billentyűsként ismert) George Duke-ot hogy énekeljen; énekhangja, jellegzetes és gazdag tónusa (és kettőse Napoleon Murphy Brockkal) nagyban hozzájárul a darab erőteljes, sajátos karakteréhez.
- A Zappa Plays Zappa együttes 2009. tavaszi énekes-meghallgatásán (Ray White hirtelen távozása után) Ben Thomas énekes az Inca Roads hibátlan eléneklésével[4] nyerte el a szólóénekesi szerepet.
- John Frusciante Zappa zenéjének nagy rajongója volt, egy videófelvétel tanúsága szerint egy Red Hot Chili Peppers koncert számok közti szünetében az Inca Roads témáját játszotta és énekelte.[5]

## Külső hivatkozások
- Inka utak – a dal szövege magyarul, Zappa PONT
- Review of "Inca Roads" by Allmusic.com
- "XX. századi remekművek" – Frank Zappa: Inca Roads; Vedres Csaba elemzése, Zappa PONT
- Inca Roads – információk a dalról az Information Is Not Knowledge honlapon
- Dweezil Zappa az Inca Roads főtémájáról – gitáron bemutatva, Youtube videó